# GS Group (российская компания)
GS Group (до 2013 года — General Satellite, «Дженерал сателайт») — инвестиционно-промышленный холдинг, российский разработчик и производитель передовых устройств и программных решений. Основан в 1991 году в Санкт-Петербурге. Президент и основатель — Андрей Ткаченко.
Основными направлениями деятельности является контрактное производство электроники гражданского назначения, вычислительной техники, разработка и производство микроэлектроники, разработка и интеграция программных продуктов. Помимо этого, предприятия холдинга занимаются утилизацией и сервисным обслуживанием электроники и вычислительной техники, запуском новых проектов в области светодиодных технологий, решений в сфере умного дома, умного города и др.
Холдинг GS Group является технологическим партнером российского мультиплатформенного оператора Триколор, крупнейшего оператора платного телевидения в Восточной Европе. По состоянию на 2021 год абонентская база Триколор — 12,257 млн домохозяйств (около 40 млн телезрителей), все абонентское оборудование производит GS Group.

## История

### 1990-е
Изначально холдинг занимался продажей и обслуживанием систем спутникового вещания. К 1995 году компания стала поставщиком телеком-оборудования зарубежных брендов для европейских телекомпаний, а также крупным интегратором в этой области.
В 1996 году компания стала единственным поставщиком абонентского оборудования для проекта «НТВ-Плюс».
В 1999 году была открыта собственная сборочная линия спутниковых ТВ-приставок под брендом Humax.

### 2000-е
В 2002 году компания стала крупнейшим по территории присутствия мировым дистрибьютором и интегратором спутникового оборудования.
В 2004 году инжиниринговое подразделение GS Group разработало первые абонентские ТВ-приемники с собственным ПО, производство которых разместилось в Шэньчжэне (Китай). В 2005 году компания стала основным техническим подрядчиком российского оператора «Триколор ТВ».
В 2008 году компания создала собственное производство электроники в особой экономической зоне Калининградской области, в городе Гусеве. Был построен первый в России частный инновационный кластер «Технополис GS». В кластере реализуется цикл производства электронных устройств (от корпусирования микросхем до упаковки готовой продукции). Мощности предприятий позволяют выпускать до 20 млн микросхем и до 20 млн радиоэлектронных изделий различного назначения в год.

### 2010-е
В феврале 2010 года Samsung Electronics и GS Group подписали соглашение о начале совместного 3D-проекта и сотрудничестве в области разработки и производства телевизоров со встроенным спутниковым тюнером для российского оператора спутникового телевидения «Триколор ТВ» и оператора спутникового вещания HDTV «Платформа HD».
В 2010 году компания первой в Восточной Европе запустила 3D-вещание в совместном проекте с Мариинским театром. В июне 2013 года провела телетрансляцию в формате Ultra HD.
В 2012 году GS Group запустил телевещательный проект в Камбодже с объемом инвестиций 15 млн долларов и полумиллионной абонентской базой, выкупив 51 % акций местного оператора платного телевидения. Параллельно холдинг создал корпоративный венчурный фонд GS Venture для привлечения и поддержки стартапов профильных технологических направлений и выпустил цифровой ТВ-приемник на российском микропроцессоре собственной разработки.
В январе 2015 года холдинг объединил под брендом GS Labs подразделения разработки и внедрения программных продуктов в области цифрового телевидения. Направлением деятельности GS Labs является разработка и интеграция программного обеспечения, в том числе создание отечественных продуктов: систем условного доступа, программной платформы Stingray TV для цифровых телевизионных приставок, мобильных приложений и сервисов, а также гибридных решений в смежных областях.
В том же году GS Group запустил в Туле завод по утилизации электроники — «Мега Сервис». Завод занимается сбором, обработкой и утилизацией принтеров, сканеров, многофункциональных устройств (МФУ), мониторов, системных блоков ПК, клавиатур, компьютерных мышей, утративших потребительские свойства. Производственная мощность составляет около 1750 т отходов в год, что соответствует 3,5 млн единиц оборудования.
В 2016 году GS Group запустил первый национальный проект спутникового телевещания в Бангладеш.
В феврале 2018 года предприятие GS Nanotech [36] в «Технополисе GS» запустило массовое производство SSD-накопителей.

### 2020-е
В апреле 2021 году GS Group и Philax заключили соглашение о производстве компьютерных комплектующих и периферии.
В июне 2021 года на базе «Технополиса GS» стартовало крупносерийное производство (корпусирование) светодиодов. Инвестиции составили более 300 млн руб., объем производства — 145 млн светодиодов в год с возможностью расширения до 400 млн шт.
В октябре 2021 года пресс-служба Калининградской области сообщила, что GS Group в сотрудничестве с российским поставщиком ИТ-оборудования «Марвел-Дистрибуция» в ноябре того же года начнет выпуск планшетов и смартфонов для корпоративного и государственного секторов. Устройства будут поставляться как с российской операционной системой «Аврора», так и c иностранной ОС Android.
В феврале 2022 года GS Group совместно с компанией SberDevices (входит в группу Сбербанка) начали производство ТВ-медиаприставок SberBox.
В августе 2023 года GS Group запустил производство первого российского мультимедийного центра для дома «Селигер» на предприятии НПО «Цифровые телевизионные системы» (в составе кластера «Технополис GS») с софинансированием за счет средств субсидии Минпромторга РФ.